# Derolus perroudi
Derolus perroudi es una especie de escarabajo longicornio del género Derolus, tribu Cerambycini, subfamilia Cerambycinae. Fue descrita científicamente por Pic en 1933.

## Descripción
Mide 13 milímetros de longitud.

## Distribución
Se distribuye por India.